# Nigramma lapidaria
Nigramma lapidaria är en fjärilsart som beskrevs av Walker 1864. Nigramma lapidaria ingår i släktet Nigramma och familjen nattflyn. Inga underarter finns listade i Catalogue of Life.